# NGC 515
NGC 515 è una galassia lenticolare situata nella costellazione dei Pesci.

## Scoperta
La galassia NGC 515 è stata scoperta il 13 settembre 1784 dall'astronomo britannico di origine tedesca William Herschel.